# Tomáš Mojžíš
Tomáš Mojžíš (Kolín, 2 maggio 1982) è un hockeista su ghiaccio ceco.

## Palmarès

### Mondiali
- 2 medaglie:
  - 1 oro (Germania 2010)
  - 1 bronzo (Finlandia/Svezia 2012)